# 野村又三郎
野村 又三郎（のむら またさぶろう）は、和泉流狂言方能楽師野村又三郎家の名跡。

## 九世
野村又三郎信喜

## 十世
野村又三郎信茂（天保7年8月18日〈1836年9月28日〉 - 明治40年〈1907年〉12月3日）
九世の子。京都出身。安政5年（1858年）に家督を継ぐ。江戸時代は尾張徳川家のお抱えであったが、明治には大阪で活動した。

## 十一世
野村又三郎信英（元治2年3月15日〈1865年4月10日〉 - 昭和20年〈1945年〉1月15日）
十世の子。京都出身。明治3年（1870年）に初舞台。明治40年（1907年）に野村又三郎を襲名。大正6年（1917年）に上京し、東京でも活動した。

## 十二世
十二世野村又三郎（1921年3月31日 - 2007年12月12日）は狂言方能楽師。本名は野村信廣。父が十一世。愛知県名古屋市出身。4歳で初舞台を踏み、1950年に十二世を襲名。
1982年に文化庁芸術祭優秀賞、1985年に名古屋市芸術特賞、2002年度に名古屋演劇ペンクラブ年間賞2004年に松尾芸能賞（新人賞、第25回）を受賞。重要無形文化財総合指定保持者（人間国宝）にも指定された。
2007年12月12日、脳腫瘍のため名古屋市中区の病院で逝去。享年86。

## 十四世
野村又三郎 (14世)の項目を参照。